# Équipe unifiée d'Allemagne aux Jeux olympiques d'été de 1956
Aux Jeux olympiques d'été de 1956 à Melbourne, l'Allemagne de l'Ouest et l'Allemagne de l'Est se présentèrent sous la même bannière. De 1956 à 1964, les athlètes de l'Équipe unifiée d'Allemagne concouraient sous le sigle GER. Le CIO le modifia rétroactivement en EUA (« Équipe unifiée allemande »).
Cette équipe subsista jusqu'aux Jeux olympiques d'été de 1964 à Tokyo, après quoi les deux délégations se scindèrent.
Lors de ces Jeux olympiques, l'équipe unifiée d'Allemagne prend la 7e place au tableau des médailles.

## Médailles d'or
| Sport              | Discipline                  | Sportifs                                                   | Performance   |
| Médailles d'or : 6 |                             |                                                            |               |
| Boxe               | coqs -54 kg                 | Wolfgang Behrendt                                          |               |
| Canoë-kayak        | K2 1000m                    | Michel Scheuer Meinrad Miltenberger                        |               |
| Équitation         | Saut d'obstacles individuel | Hans Günter Winkler                                        |               |
| Équitation         | Saut d'obstacles par équipe | Hans Günter Winkler Fritz Thiedemann Alfons Lütke-Westhues |               |
| Gymnastique        | Saut de cheval              | Helmut Bantz                                               | 18,850 points |
| Natation           | 200 m brasse femmes         | Ursula Happe                                               | 2 min 53 s 1  |

## Médailles d'argent
| Sport                   | Discipline                  | Sportifs                                                      | Performance  |
| Médailles d'argent : 13 |                             |                                                               |              |
| Boxe                    | Poids léger -60 kg          | Harry Kurschat                                                |              |
| Canoë-kayak             | K1 500m femmes              | Therese Zenz                                                  |              |
| Canoë-kayak             | K2 10000m hommes            | Fritz Briel Theo Kleine                                       |              |
| Athlétisme              | 400m hommes                 | Karl-Friedrich Haas                                           | 46 s 8       |
| Athlétisme              | 1500 m hommes               | Klaus Richtzenhein                                            | 3 min 42 s 0 |
| Athlétisme              | 100 m femmes                | Christa Stubnick                                              | 11 s 7       |
| Athlétisme              | 200m femmes                 | Christa Stubnick                                              | 23 s 7       |
| Athlétisme              | 80m haies femmes            | Gisela Köhler                                                 | 10 s 9       |
| Équitation              | Concours complet individuel | August Lütke-Westhues                                         |              |
| Équitation              | Dressage par équipe         | Liselott Linsenhoff Hannelore Weygand Anneliese Küppers       |              |
| Équitation              | Concours complet par équipe | August Lütke-Westhues Otto Rothe Klaus Wagner                 |              |
| Aviron                  | Deux barré hommes           | Horst Arndt Karl-Heinrich von Groddec Rainer Borkowskybarreur |              |
| Lutte                   | Poids lourds +87 kg         | Wilfried Dietrich                                             |              |

## Médailles de bronze
| Sport                   | Discipline                        | Sportifs | Performance |
| Médailles de bronze : 7 |                                   | |             |
| Canoë-kayak             | C1 10000m                         | Michel Scheuer |             |
| Athlétisme              | 4 x 100 mètres hommes             | Heinz Fütterer Manfred Germar Lothar Knörzer Leonhard Pohl | 40 s 3      |
| Athlétisme              | Lancer du poids femmes            | Marianne Werner | 15,61 m     |
| Cyclisme sur route      | Course en ligne hommes par équipe | Reinhold Pommer Gustav-Adolf Schur Horst Tüller |             |
| Équitation              | Dressage individuel               | Liselott Linsenhoff |             |
| Natation                | 200m brasse femmes                | Eva-Maria ten Elsen |             |
| Hockey sur gazon        | Tournoi olympique                 | Alfred Lücker Helmuth Nonn Günther Ullerich Hugo Budinger Günther Brennecke Werner Delmes Eberhard Ferstl Hugo Dollheiser Heinz Radzikowski Wolfgang Nonn Werner Rosenbaum |             |

## Sources
- (en) Cet article est partiellement ou en totalité issu de l’article de Wikipédia en anglais intitulé « Germany at the 1956 Summer Olympics » (voir la liste des auteurs).